# Artilleriets officershögskola
Artilleriets officershögskola (ArtOHS) var en officershögskola inom svenska armén som verkade i olika former åren 1907–1998. Förbandsledningen var förlagd i Kristinehamns garnison, Kristinehamn.

## Historik

### Bildandet
Artilleriets officershögskola bildades 1907 som Artilleriets officersvolontärskola och var då förlagd till Kristianstads garnison. Skolan bildades genom att de två artilleriskolorna Fältartilleriets officersvolonärskola och Fästningsartilleriets och positionsartilleriets officersvolonärskola sammanslogs till en skola och bildade Artilleriets officersvolontärskola. Den 27 oktober 1915 omorganiserades skolan till Artilleriets officersaspirantskola. År 1919 omlokaliserades skolan till Uppsala garnison, där skolan underställdes chefen för Upplands artilleriregemente. I Uppsala verkade skolan fram till 1927, då den som ett resultat av försvarsbeslutet 1925 åter förlades till Kristianstad. År 1942 förlades skolan till Östersunds garnison där den underställdes chefen för Norrlands artilleriregemente. År 1945 omorganiserades skolan till Artilleriets kadettskola. År 1951 beslutade regeringen att skolan, efter förslag från chefen för armén, att skolan senast den 15 mars 1951 skulle samlokaliseras med Smålands artilleriregemente i Jönköpings garnison. I själva verket blev dock skolan förlagd till Jönköping den 29 mars 1951. Den 1 januari 1962 omorganiserades skolan till Artilleriets kadett- och aspirantskola

### Nedläggningshotet
Inför försvarsbeslutet 1977 hade Försvarets fredsorganisationsutredning prövat olika alternativ för att rationalisera utbildningen inom artilleriet. Utredningen förslog dock att Smålands artilleriregemente skulle kvarstå inom grundorganisationen, men sade samtidigt att om den föreslagna förbättringen inom artilleriet inte skulle gå att genomföra, så var utredningens förslag att avveckla Smålands artilleriregemente. Vid en avveckling av regementet skulle Artilleriets kadett- och aspirantskola omlokaliseras till Svea artilleriregemente i Linköpings garnison. Dock var utredningens förslag till regeringen att Smålands artilleriregemente skulle vara kvar och därmed kvarstod även Artilleriets kadett- och aspirantskola i Jönköping. Genom reformen "Ny befälsordning" kom skolan att omorganiseras den 1 juni 1981 till Artilleriets officershögskola (ArtOHS).

### Flytten till Kristinehamn
Inför försvarsbeslutet 1982 förespråkade ÖB Lennart Ljung att avveckla ett artilleriregemente, med hänvisning till att det under mitten av 1980-talet skulle uppstå ett överskott på 1200 utbildningsplatser inom artilleriet, vilket i sig var ett kvarstående problem från det tidigare försvarsbeslutet. Vilket artilleriregemente som skulle avvecklas kom att stå mellan Svea artilleriregemente och Smålands artilleriregemente. Dock ansågs det att de största kostnadsreduceringarna skulle erhålls vid en avveckling av Smålands artilleriregemente. Det då regementet med skolan utgjorde en solitär, medan Svea artilleriregemente var samlokaliserat med Livgrenadjärregementet. Överbefälhavarens förslag var att Artilleriets officershögskola skulle omlokaliseras till Linköping. Försvarsutskottet var dock av en annan åsikt, det då utskottet föreslagit en avveckling av Bergslagens militärområdesstab. Därvid skulle även militärområdets förvaltningsledningar i Kristinehamn avvecklas. Av regionalpolitiska skäl föreslog då utskottet att Artilleriets officershögskola skulle omlokaliseras till Bergslagens artilleriregemente i Kristinehamn.

### 1988 års försvarsutredning
Genom försvarsutredning 1988 beslutade riksdagen att samtliga fack- och officershögskolor vid truppslagen inom armén skulle upplösas som egna myndigheter och istället inordnas i respektive truppslagscentrum. För Artilleriets officershögskola innebar det att skolan inordnades i Arméns artillericentrum (ArtC). Vid sidan om Artilleriets officershögskola ingick även Artilleriskjutskolan (ArtSS), artilleristabens vädertjänstdetalj. År 1992 tillkom även artilleridelen vid Artilleri- och ingenjörhögskolan (AIHS). 

### Nedläggningen
Genom försvarsbeslutet 1996 kom Arméns samtliga truppslagscenter att avvecklas och dess uppgifter övertogs av Armécentrum (ArméC). Detta ledde till att Arméns artillericentrum avvecklades den 31 december 1997 som enhet och Artilleriskjutskolan blev från den 1 januari 1998 ett självständigt förband under namnet Artilleriets stridsskola (ArtSS). I samband med denna avveckling försvann även befattningen Artilleriinspektör. Artilleriets officershögskola levde kvar som en del inom Artilleriets stridsskola fram till den 31 december 1998, då utbildningen övertogs centralt av Militärhögskolan Karlberg (MHS K), Militärhögskolan Halmstad (MHS H) och Militärhögskolan Östersund (MHS Ö).

## Verksamhet
När skolan bildades 1915 som Artilleriets officersaspirantskola kom den att ansvara för utbildningen av den grundläggande utbildning av infanteriets reserv- och yrkesofficerare. När den sedan skolan omorganiserades 1945 till Infanteriets kadettskola, utbildade skolan värnpliktiga- och, reservofficerare samt första året för blivande yrkesofficerare vid infanteriet. Från 1962 kom skolan att svara för yrkesofficerarnas grundläggande utbildningen från fjärde månaden av värnpliktsutbildningen. I och med "Ny befälsordning" kom skolans från 1981 att svara för det första året av den då tvååriga utbildningen till yrkesofficerare. Vidare svarade även skolan för reserv- och värnpliktigas grundläggande officersutbildning. Den 31 december 1998 upphörde den grundläggande utbildningen inom respektive försvarsgrenarna och inom armén vid truppslagen. Istället samlades den 1 januari 1999 officersutbildning till tre nya försvarsmaktsgemensamma militärhögskolor Militärhögskolan Karlberg (MHS K), Militärhögskolan Halmstad (MHS H) och Militärhögskolan Östersund (MHS Ö).

## Förläggningar och övningsplatser
När skolan bildades 1907 som Artilleriets officersvolontärskola förlades den till Kristianstads garnison, där den samlokaliserades med Wendes artilleriregemente vid Östra Kaserngatan. När skolan flyttades till Uppsala garnison samlokaliserades skolan med Upplands artilleriregemente vid Dag Hammarskjölds väg 10-18. Då Upplands artilleriregemente skulle avvecklas genom försvarsbeslutet 1925, så kom skolan återigen lokaliseras till Östra Kaserngatan i Kristianstad. I Kristianstad blev skolan verksam i drygt 10 år, innan den 1951 flyttades till Östersunds garnison. I Östersund samlokaliserades skolan med Norrlands artilleriregemente vid Regementegatan. Från mars 1951 kom skolan att verksam i Jönköping, där två kaserner uppfördes till skolan på Kompanigatan 1. Den byggnad på Kompanigatan 4 utgjorde furirmässen, men kom från 1951 att utgöra kadettmäss. Efter att Smålands artilleriregemente avvecklades kom skolan att omlokaliseras till Kristinehamns garnison. I Kristinehamn samlokaliserades skolan med Bergslagens artilleriregemente, där en ny skoldel uppfördes i den nordöstra delen av garnisonen.

## Förbandschefer
Skolan hade följande chefer:
- 1907–1934: ???
- 1934–1937: Axel Ståhle
- 1937–1988: ???
- 1988–19??: Stellan Jansson
- 19??–1998: ???

## Namn, beteckning och förläggningsort
| Artilleriets officersvolontärskola     | 1907-??-?? | – | 1915-10-26 |
| Artilleriets officersaspirantskola     | 1915-10-27 | – | 1945-07-27 |
| Artilleriets kadettskola               | 1945-09-28 | – | 1961-12-31 |
| Artilleriets kadett- och aspirantskola | 1962-01-01 | – | 1981-05-30 |
| Artilleriets officershögskola          | 1981-06-01 | – | 1995-06-30 |

| ArtOAS | 1915-10-27 | – | 1945-09-27 |
| ArtKS  | 1945-09-28 | – | 1961-12-31 |
| ArtKAS | 1962-01-01 | – | 1981-05-30 |
| ArtOHS | 1981-06-01 | – | 1998-12-31 |

| Kristianstads garnison (F) | 1907-09-27 | – | 1919-10-26 |
| Uppsala garnison (F)       | 1919-10-27 | – | 1927-10-11 |
| Kristianstads garnison (F) | 1927-10-12 | – | 1942-09-27 |
| Östersunds garnison (F)    | 1942-09-28 | – | 1951-03-28 |
| Jönköpings garnison (F)    | 1951-03-29 | – | 1985-06-30 |
| Kristinehamns garnison (F) | 1985-07-01 | – | 1998-12-31 |

## Galleri

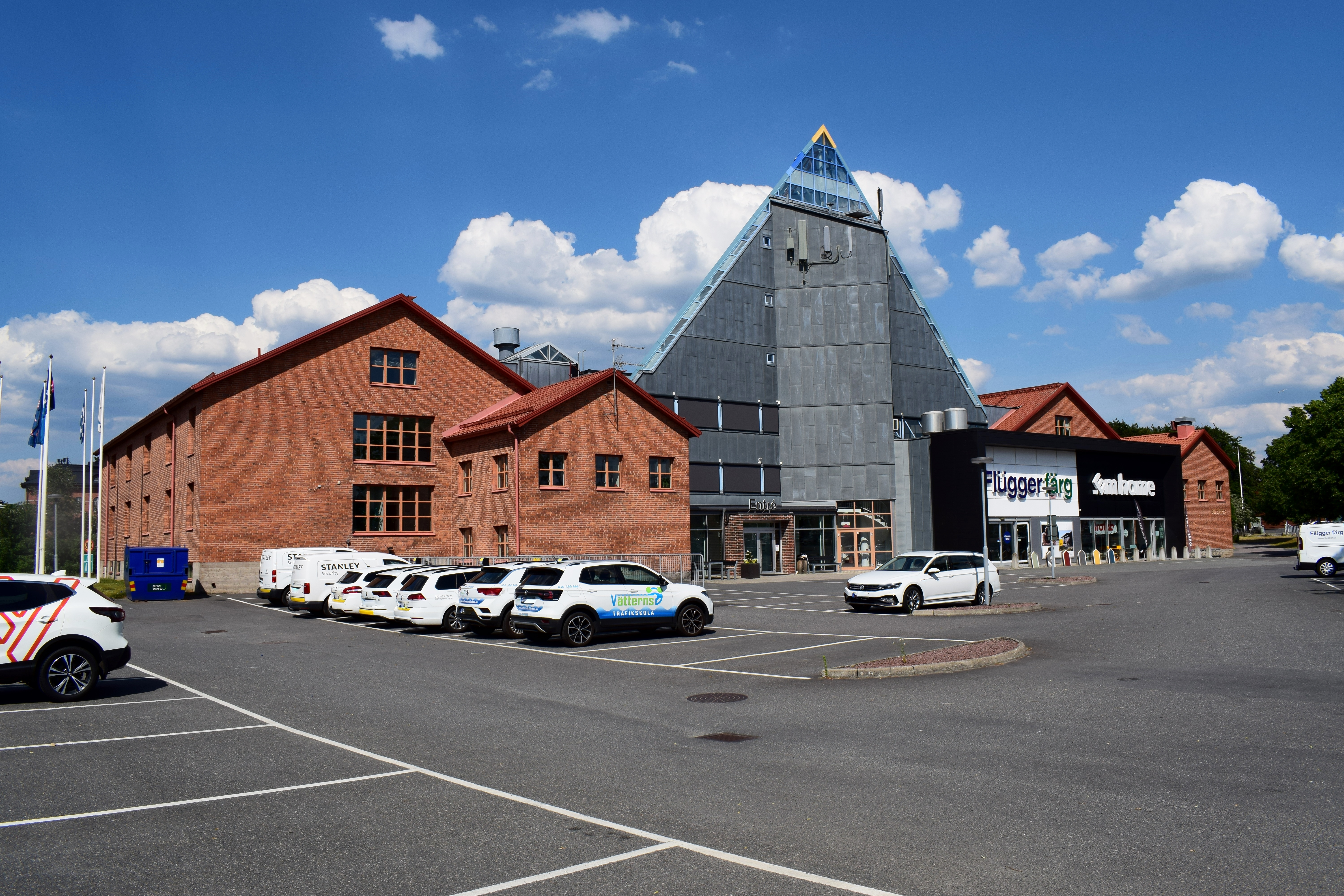
Artilleriets officershögskola skolbyggnader i Jönköping
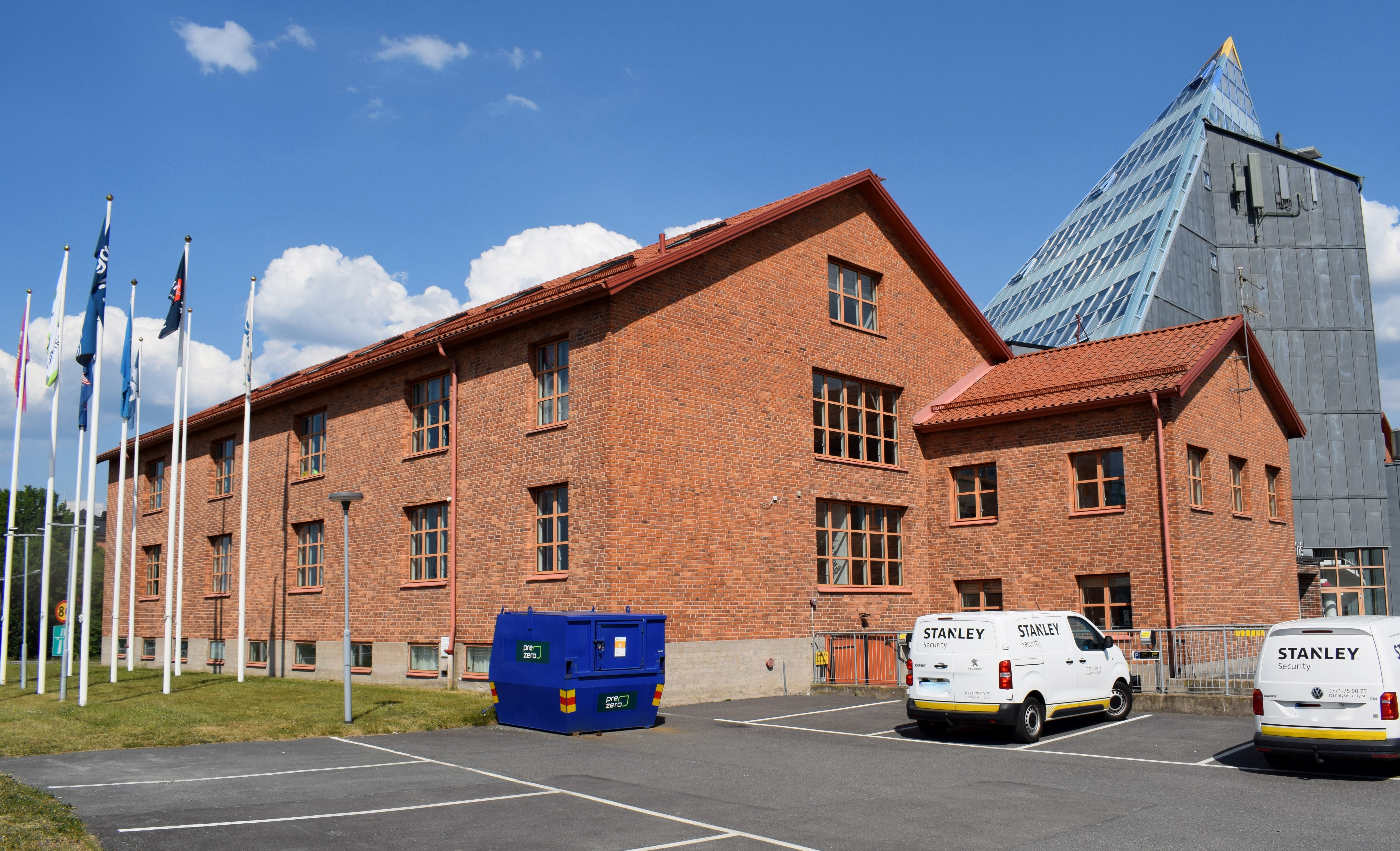
Artilleriets officershögskola skolbyggnader i Jönköping
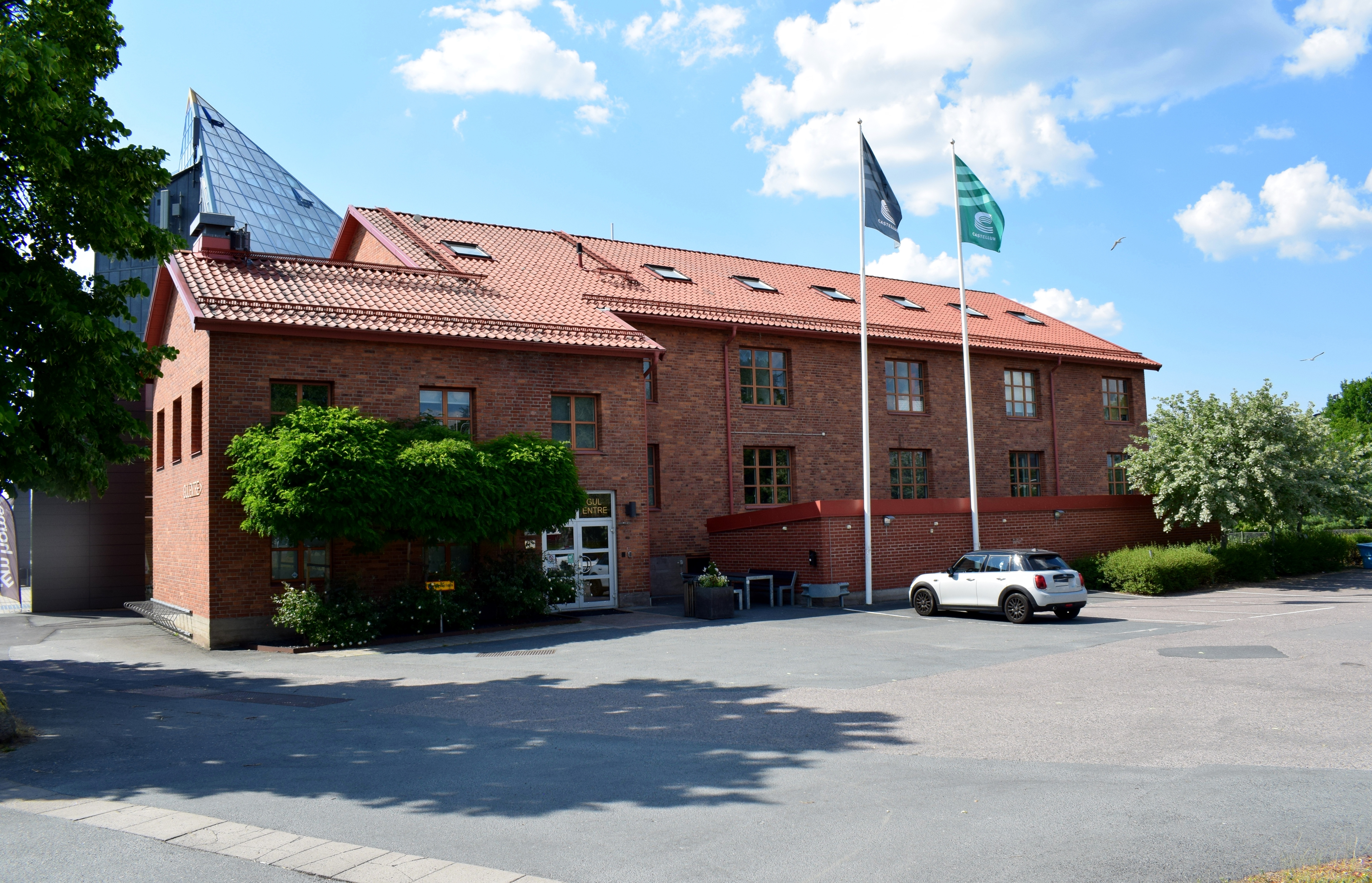
Artilleriets officershögskola skolbyggnader i Jönköping
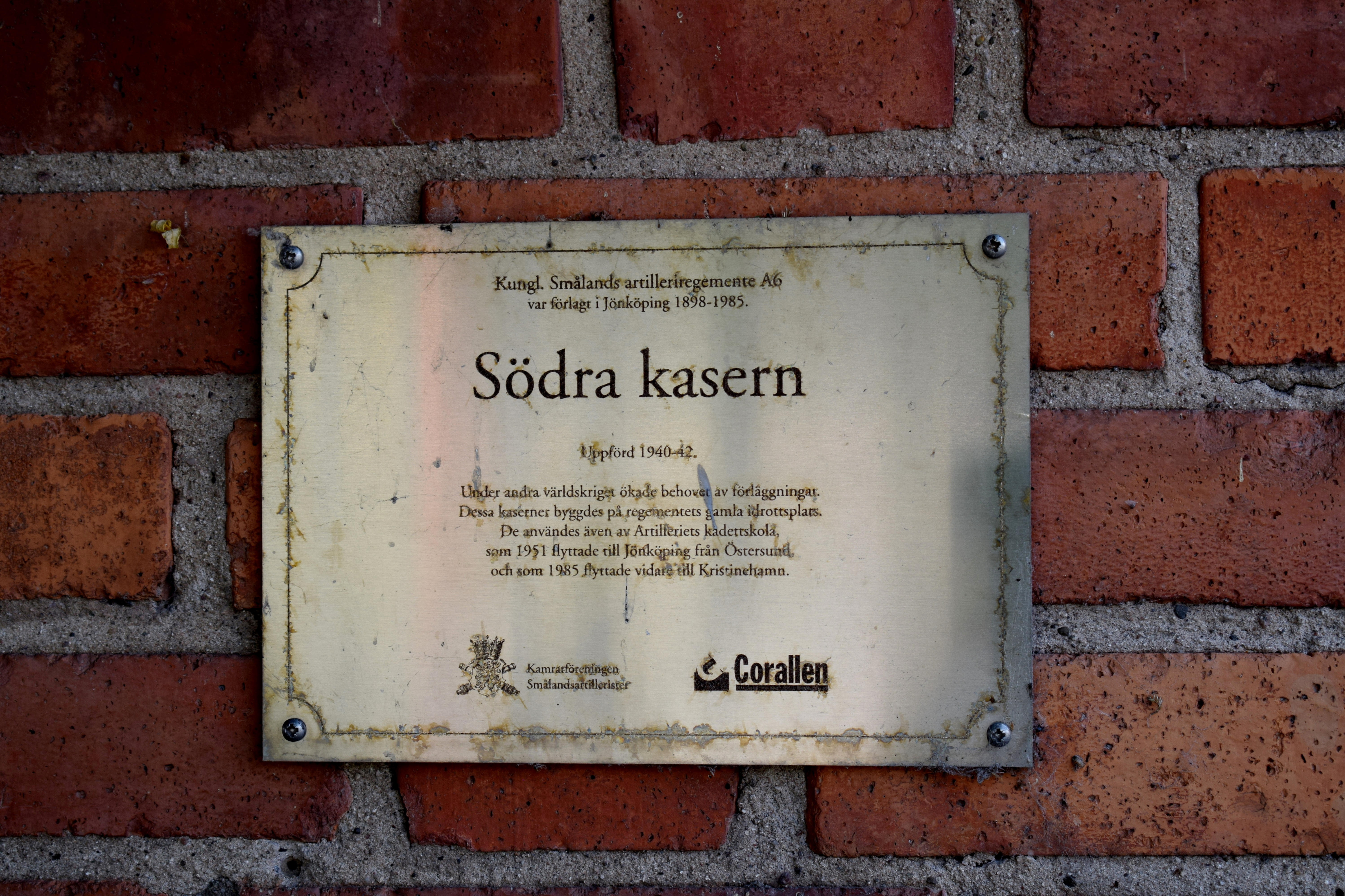
Minnestavla över Artilleriets officershögskolas kaserner i Jönköping
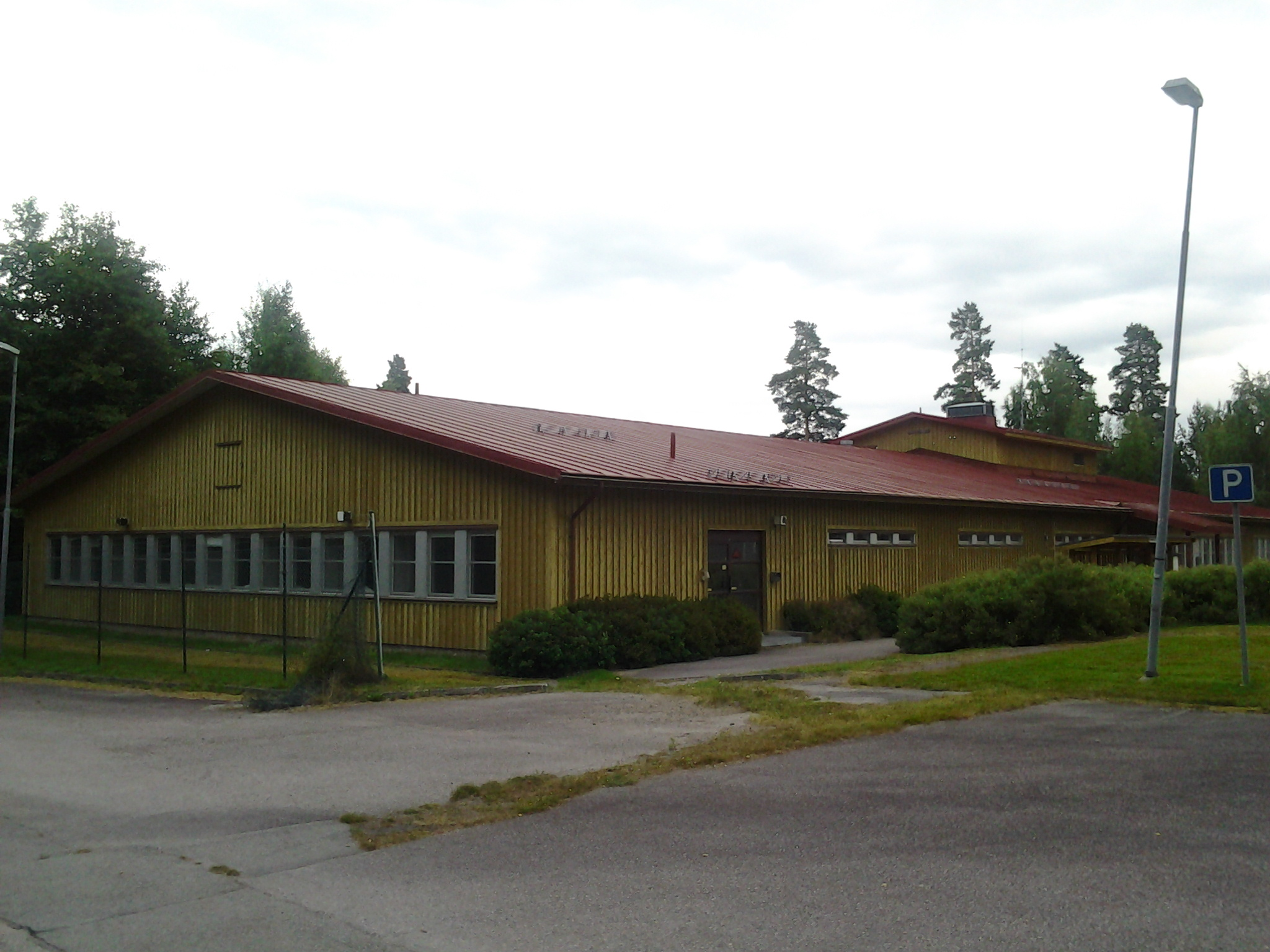
Artilleriets officershögskola skolbyggnader i Kristinehamn
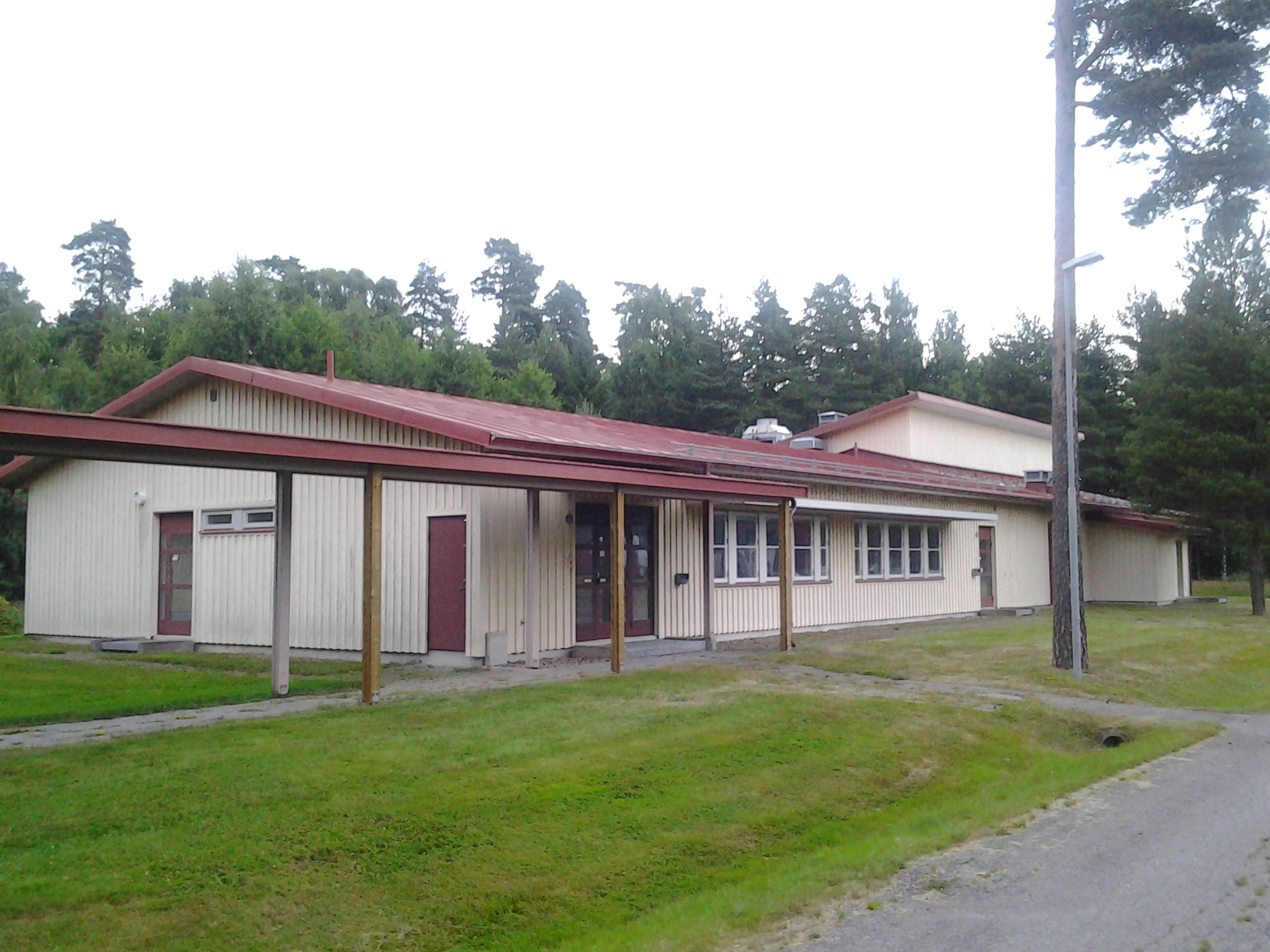
Artilleriets officershögskola skolbyggnader i Kristinehamn
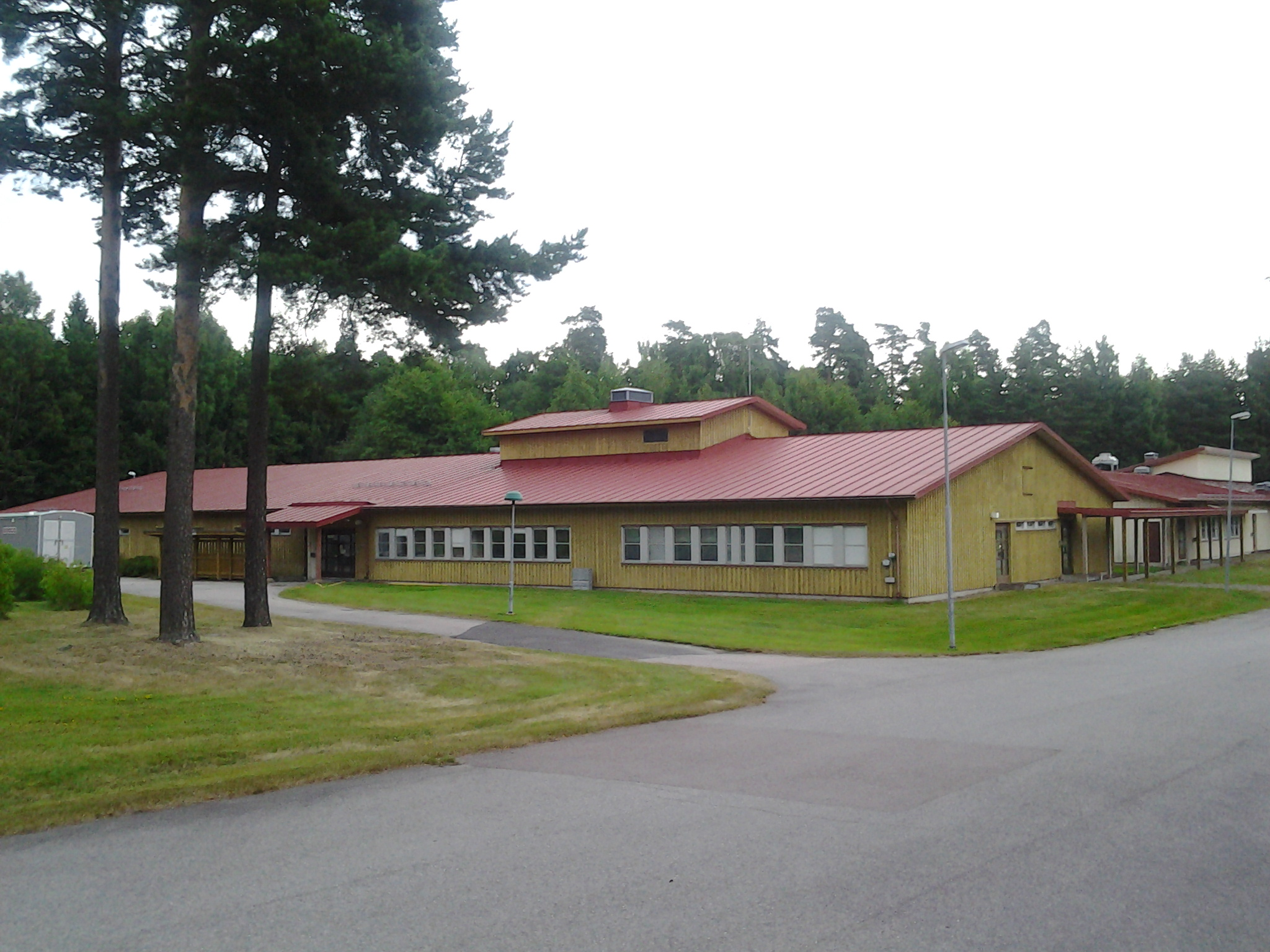
Artilleriets officershögskola skolbyggnader i Kristinehamn